# Fumagine

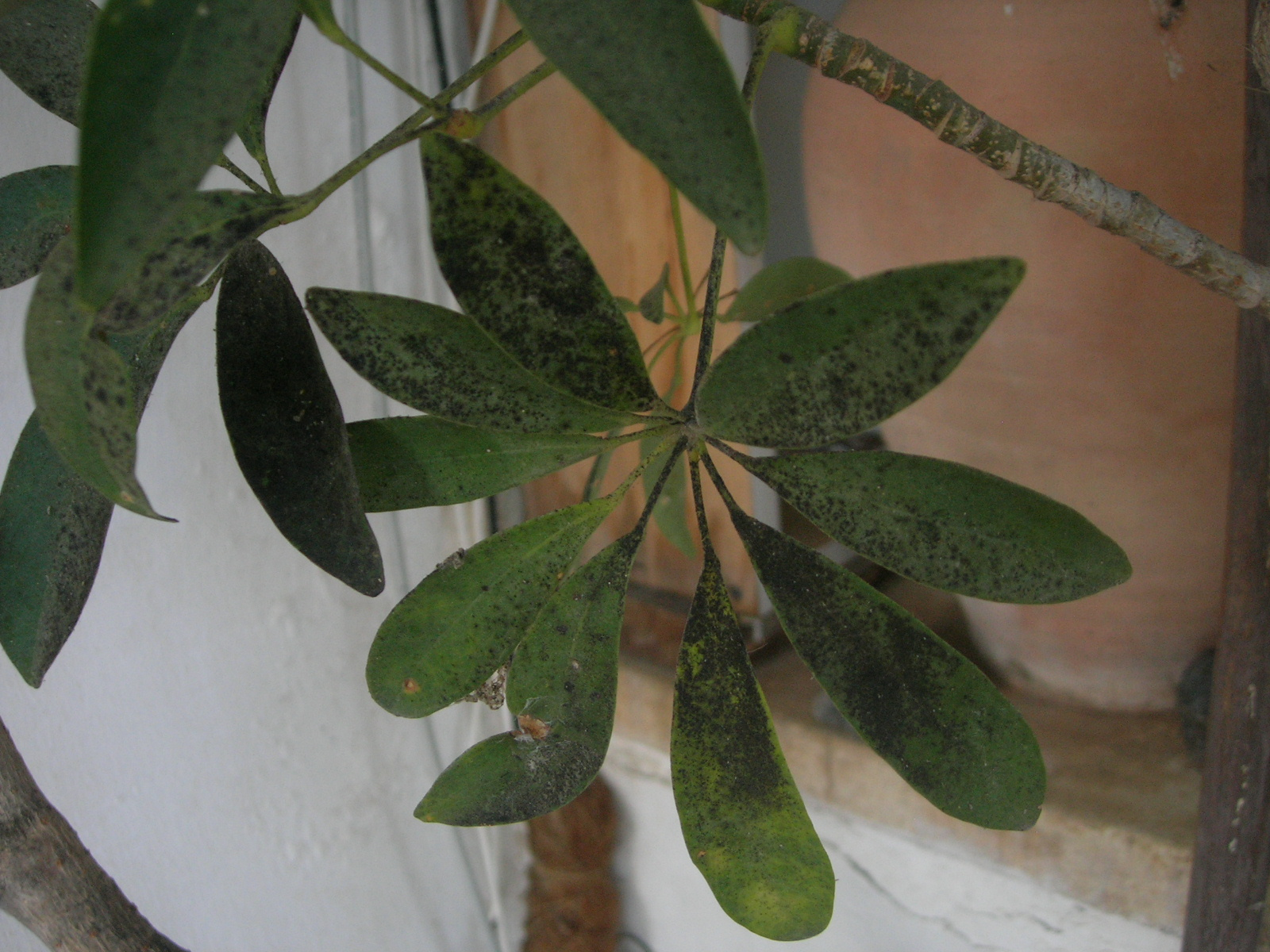
Moisissure noire sur feuilles de Schefflera.

La fumagine (vient de « fumée », à cause de la couleur noire) est une maladie cryptogamique provoquée par des moisissures noires dues à diverses espèces de champignons ascomycètes, ectophytes et saprophytes, qui se développent grâce au miellat (excréments sucrés) sécrété par certains insectes piqueurs-suceurs et sur les exsudats sucrés des feuilles de certaines espèces de plantes.
On emploie parfois l'expression « moisissures fuligineuses », calque de l'expression anglaise « sooty molds » pour désigner la fumagine.
Les champignons les plus souvent rencontrés dans les complexes d'espèces responsables de la fumagine appartiennent à diverses familles de l'ordre des Dothideales, notamment aux genres Cladosporium, Aureobasidium, Limacinula, Scorias, Capnodium (comme Capnodium oleaginum) et Fumago (comme Fumago salicina).
Les insectes responsables de l'excrétion de miellat qui favorise le développement de la fumagine sont en particulier les cochenilles, les aleurodes, les pucerons, les cicadelles (telles que Metcalfa pruinosa) et les psylles.
La fumagine, qui ressemble à une couche de suie déposée sur les feuilles, est constituée par les hyphes des champignons, de couleur noirâtre par suite de la présence de mélanine dans les parois cellulaires.
Lorsqu'elle est trop abondante, la fumagine réduit la photosynthèse et peut provoquer une asphyxie des feuilles de la plante attaquée. Elle ralentit la croissance et peut affecter le rendement.
La couche noirâtre laissée sur les feuilles constitue en outre un préjudice pour les cultures ornementales.
Beaucoup de moisissures fuligineuses ont des parois cellulaires mucilagineuses qui les aident à adhérer aux surfaces sur lesquelles elles se développent et qui sert à prolonger les périodes d'humidité en absorbant celle qui est nécessaire à leur croissance.
On distingue deux types de fumagines. Les premières ont une croissance limitée (caduque) dont la durée n'excède pas la durée de vie des feuilles. Les secondes ont  une croissance persistante sur les tiges et les brindilles des plantes ligneuses ainsi que sur les structures artificielles créées par l'homme.
Beaucoup de personnes sont allergiques aux fumagines, notamment à leurs composants des genres Cladosporium et Aureobasidium, communs dans les fumagines de l'Est des États-Unis.

## Taxons concernés
La plupart des colonies fongiques responsables des fumagines sont formées de nombreuses espèces dont on connait mal les relations entre genres et entre stades sexuels.
Ces champignons appartiennent pour la plupart à diverses familles parfois rattachées à l'ordre des Dothideales, et notamment aux sept familles suivantes : Antennulariellaceae, Capnodiaceae, Euantennariaceae et Metacapnodiaceae de la classe des Dothideomycetes, et Chaetothyriaceae, Coccodiniaceae et Trichomeriaceae de la classe des Eurotiomycetes, ainsi qu'à divers genres orphelins.
Parmi les genres concernés, on peut citer en particulier les suivants : Cladosporium, Aureobasidium, Limacinula, Scorias, Capnodium (comme Capnodium oleaginum) et Fumago (comme Fumago salicina).
| Antennulariellaceae | Capnodiaceae  | Chaetothyriaceae  | Coccodiniaceae | Euantennariaceae | Metacapnodiaceae | Trichomeriaceae |
| ------------------- | ------------- | ----------------- | -------------- | ---------------- | ---------------- | --------------- |
| Achaetobotrys       | Capnodium     | Actinocymbe       | Coccodinium    | Antennatula      | Capnocybe        | Trichomerium    |
| Antennulariella     | Capnophaeum   | Ceramothyrium     | Dennisiella    | Capnokyma        | Capnophialophora |                 |
| Capnofrasera        | Leptoxyphium  | Chaetothyriomyces | Limacinula     | Euantennaria     | Capnosporium     |                 |
|                     | Phragmocapnia | Chaetothyrium     |                | Hormisciomyces   | Hormiokrypsis    |                 |
|                     | Scorias       | Euceramia         |                | Rasutoria        | Hyphosoma        |                 |
|                     |               | Microcallis       |                | Strigopodia      | Metacapnodium    |                 |
|                     |               | Phaeosaccardinula |                | Trichothallus    |                  |                 |
|                     |               | Treubiomyces      |                | Trichopeltheca   |                  |                 |
|                     |               | Yatesula          |                |                  |                  |                 |

## Distribution
Les fumagines ont une aire de répartition cosmopolite et sont présentes sous diverses formes dans la plupart des types de végétation du monde, mais sont prédominantes dans les marges des forêts tropicales.
On les rencontre en particulier dans les marges continentales de l'Amérique du Nord et du Sud, en Amérique centrale et dans les îles de l'hémisphère occidental.

## Plantes hôtes

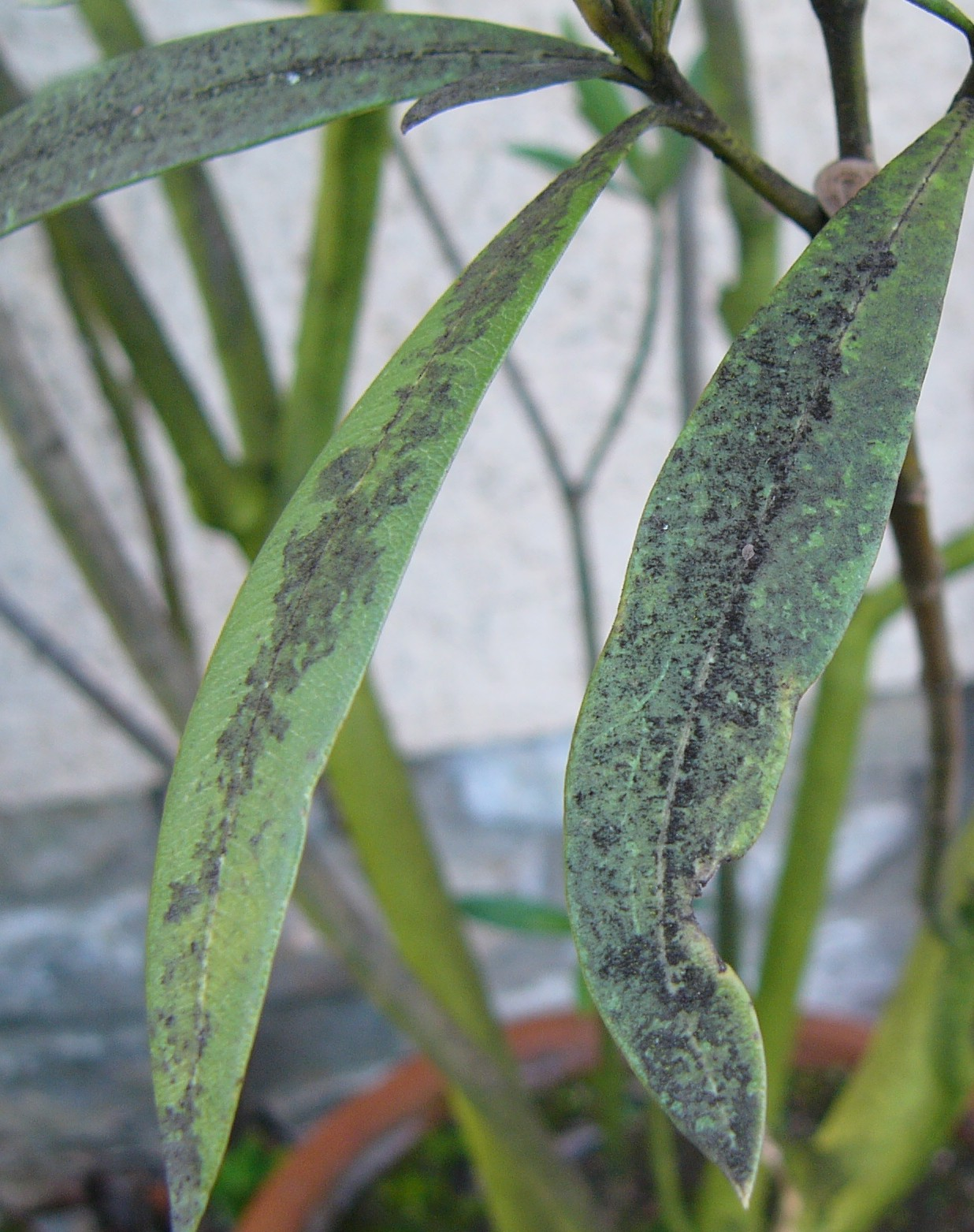
Traces de fumagine sur feuilles de laurier-rose.

La fumagine se développe sur les plantes mais n'est pas un parasite direct, tirant sa subsistance de miellats ou d'exsudats.
Elle ne présente pas de préférence d'hôtes et se rencontre sur de nombreuses espèces de plantes, notamment des arbres comme les catalpas (Catalpa), ormes (Ulmus), tilleuls (Tilia), érables (Acer) et pins (Pinus), généralement parce que les insectes suceurs-piqueurs se nourrissent fréquemment sur ces arbres. Elle peut se développer sur des exsudats produits par des trichomes glandulaires sur les feuilles de certaines espèces de plantes telles que Catalpa, Hibiscus et noyers (Juglans).
La fumagine s'observe souvent sur les feuilles de plantes ornementales telles que les azalées, gardénias, camélias, lagerstroemias et lauriers.
Les plantes poussant sous de grands arbres tels que les pacaniers ou les caryers sont particulièrement sensibles à la fumagine, parce que les insectes excréteurs de miellat parasitent souvent ces arbres. Le miellat peut retomber sur les plantes proches ou placées au-dessous de ces arbres.
Les agrumes (genre Citrus) peuvent parfois exsuder des sécrétions collantes sucrées sur lesquelles des fumagines peuvent se développer.
La fumagine de l'olivier ou « noir de l'olivier » est fréquente dans les pays méditerranéens, à la suite de pullulations de cochenilles ou de psylles. Elle est due principalement à Capnodium oleaginum ou Fumago salicina.

## Effets sur les cultures
Bien que les fumagines n'infectent pas les tissus végétaux, elles sont prises en compte en phytopathologie à cause de leurs effets négatifs sur les plantes.
Les cultures peuvent être affectées de diverses manières :
- réduction de la photosynthèse et des échanges gazeux dans les feuilles atteintes ;
- diminution de la valeur commerciale des produits récoltés ; c'est le cas, par exemple, des tomates et des bananes pouvant présenter des taches noires difficiles à enlever ;
- atteinte de la valeur esthétique des paysages (parcs et jardins) ; par exemple, des palmiers de grande hauteur infestés par des insectes peuvent « doucher » de miellat les plantes basses situées au-dessous, aussitôt envahies de fumagines disgracieuses ;
- présence de spores des moisissures malsaines dans les jus et purées produits à partir de matières infestées.

## Méthodes de lutte
Différentes méthodes de lutte peuvent être envisagées pour éliminer ou limiter les fumagines : culturales, biologiques et chimiques. La première action est de limiter la prolifération d'insectes piqueurs-suceurs.

### Lutte culturale
A titre préventif, la sélection des espèces peut contribuer à limiter ce problème dans les cultures ornementales et d'agrément. Par exemple, il est préférable d'éviter l'utilisation d'arbres tels que les tilleuls (Tilia spp.) connus pour héberger de grandes populations de pucerons dans les parcs et rues résidentielles. À noter que certaines espèces d'arbres, telles que les catalpas, peuvent produire naturellement des suintements colonisés par la fumagine même en l'absence d'insectes.
La taille régulière et l'éclaircissage des plantation pour favoriser la lumière et la circulation de l'air peuvent aider à éviter les dépôts de fumagine sur les  arbres et arbustes à feuilles persistantes, notamment d'intérieur.
La lavage de routine des feuilles pour éliminer le miellat peut éviter l'apparition de fumagine.